# Stéphane Betbeder
Pour les articles homonymes, voir Betbeder.
Cet article concerne le scénariste de bande dessinée français. Pour le réalisateur et scénariste français, voir Sébastien Betbeder.
Stéphane Betbeder, né le 7 novembre 1971 à Pau en France, est un scénariste de bande dessinée français.

## Biographie

### Jeunesse
Né en 1971 à Pau, Stéphane Betbeder savait déjà, à quatre ans, ce qu'il voulait faire plus tard, être dessinateur de bande dessinée.
Il entre en 1989 à l'École européenne supérieure de l'image d'Angoulême où il rencontre entre autres Christophe Bec avec qui il partage les mêmes goûts pour la bande dessinée et le fantastique. Très vite, Betbeder comprend qu'il n'est pas doué en dessin et se tourne alors vers la vidéo, la photo et l'installation et obtient en 1994 son DNSEP (Diplôme National Supérieur d’Expression Plastique) en communication.

### Carrière
Après des emplois alimentaires, il retrouve son ancien camarade Christophe Bec pour qui il écrit un scénario intitulé Hôtel Particulier, sorti en 2000, aux éditions Soleil et Anna, en 2004, à La boîte à bulles. Entre-temps, ensemble, ils se mettent au scénario en créant l'univers de Bunker et Sarah — dont il est seulement coscénariste invisible, deux séries à succès publiées en 2006 chez Dupuis ainsi qu'en 2008, Hanté et Deus.
Avant Anna, il contacte Éric Henninot après avoir découvert ses dessins personnels sur Internet avec qui il réalise ensuite une série fantastique sur le chasseur de vampires Alister Kayne chez Albin Michel et, s'inspirant de deux nouvelles d'Arthur Conan Doyle (Le Parasite et Le Lot n°249), il fait dessiner Jean-François Solmon pour Le Journal d'Abercrombie Smith - L'Aliéné qui sort chez le même éditeur en 2007.
Il scénarise également le manga Sanctuaire Reminded, remake de Sanctuaire de Christophe Bec et Xavier Dorison, avec le dessinateur italien Riccardo Crosa, qui est pré-publié dans le Shogun Mag avant de se lancer en album par Les Humanoïdes Associés en 2007. De même qu'avec toujours Riccardo Crosa, il poursuit en 2009 une nouvelle adaptation Sanctuaire Redux chez le même éditeur que l'original et réalise un thriller fantastique Highgate chez Soleil.

## Œuvres
- Hôtel particulier, avec Christophe Bec, Soleil, 2000[4].
- Anna (2004)
- Alister Kayne, avec Éric Henninot (2004)
- Bunker, avec Christophe Bec (2006)
- Sanctuaire Reminded, avec Riccardo Crosa (2007)
- Le Journal d'Abercrombie Smith (2007)
- Hanté (2008)
- Deus - L'homme nouveau[5], avec Christophe Bec (2008), série abandonnée (1 seul volume)
- Sanctuaire Redux, avec Riccardo Crosa (2009) (Tome 5 dessiné par Andrea Rossetto)
- Highgate[6], avec Riccardo Crosa (2009)
- Le Retour de Dorian Gray - T1 : Le sacre d'Invisible 1er (2012), T2 : Noir animal (2012), scénario de Stéphane Betbeder, dessins de Bojan Vukić, couleurs de Julie Ménard puis Andrea Rossetto, Soleil collection 1800
- 2021 avec Stéphane Bervas (dessin) et Massimo Rocca (couleur), Soleil :

1. Les enfants perdus (2012)
2. Opération Chrysalis (2013)
- Alice Matheson

4. Qui est Morgan Skinner ? (2016)
5. Les obsessions de Sam Gibbs (2016)
- Escape this[9], dessins de Federico Pietrobon, Glénat (2018)
- Mémoires d'un paysan bas-breton, dessin de Christophe Babonneau, Soleil

1. Le Mendiant (2017)
2. Le soldat (2018)
3. Le persécuté (2019)
- L'arche de Néo, avec Paul Frichet (dessin)

1. A mort, les vaches ! (2019)